# كأس بوروندي
كأس بوروندي (بالفرنسية: Coupe du Burundi de football)‏، هي كأس بطولة رسمية لكرة القدم في بوروندي، أسست سنة 1982 من قبل اتحاد بوروندي لكرة القدم.

## مصدر
1. ↑  Burundi - List of Cup Winners, RSSSF.com نسخة محفوظة 20 يوليو 2017 على موقع واي باك مشين.